# Gevlekte knolvezelkop
De gevlekte knolvezelkop (Inocybe pseudohiulca) is een paddenstoel uit de familie Inocybaceae. Hij komt voor langs lanen en boswegen op voedselrijke leem of kleigrond onder eik en beuk.

## Kenmerken

### Uiterlijke kenmerken
Hoed
Vaak grote, gedrongen vruchtlichamen met een diameter tot circa 8 cm. De kleur is strogeel tot olijfgeel met spitse umbo. In het midden van de hoed een vergankelijke grijzige sluier. De hoed is plakkerig, daarom vaak bedekt met aarderesten. De rand is heeft soms een witte zoom.
Steel
De steel is zwakvezelig-breekbaar. Knollen vaak diep in de grond, daardoor makkelijk af te breken
Geur en smaak
De geur is zoetig, honingachtig en wordt later spermatisch. Deze zwam is eetbaar maar kan makkelijk worden verwisselt met ander giftige soorten.

### Microscopische kenmerken
De sporen zijn hoekig en zijn vrij groot (tot 13 µm). De cystidia zijn meestal halsloos, knotsvormig, subglobulos of subfusiform, op de hals relatief dikwandig (tot ca. 3 µm).

## Verspreiding
In Nederland komt hij zeer zeldzaam voor. Hij staat op de rode lijst in de categorie 'ernstig bedreigd'.